# Ilmar Mikiver
Ilmar Mikiver (* 1. Januar 1920 in Loksa; † 26. September 2010 in Washington, D.C.) war ein estnischer Dichter und Journalist.

## Leben
Ilmar Mikiver machte 1940 in Tallinn Abitur und studierte anschließend an der Universität Tartu romanische und englische Philologie. Während der deutschen Besetzung Estlands im Zweiten Weltkrieg arbeitete er kurzzeitig im Estnischen Literaturmuseum (1942) und in der Redaktion des Postimees, ehe er 1943 nach Finnland floh. Dort beteiligte er sich als Freiwilliger im Rahmen der Finnischen Armee am Fortsetzungskrieg.
Nach dem Krieg übersiedelte er nach Schweden und studierte von 1950 bis 1954 an der Universität Stockholm Theater. und Musikgeschichte. Seit 1955 lebte er in München, wo er bis 1959 als Korrespondent der Stimme Amerikas arbeitete. Danach ging er in die USA und arbeitete dort sowohl als Börsenmakler als auch als Journalist. In den Jahren 1974–1976 und 1980–1992 war er Chefredakteur der estnischen Abteilung der „Stimme Amerikas“ in Washington.
Der Künstler Olev Mikiver und der Künstler und Dichter Heino Mikiver waren seine Brüder, der Schauspieler und Theaterregisseur Mikk Mikiver war sein Vetter zweiten Grades. Ihre gemeinsame Urgroßmutter war die Volkssängerin Els Mikiver (1824–1900).

## Werk
Bereits gegen Ende seiner Schulzeit engagierte sich Ilmar Mikiver in einer (literarischen) Gruppierung, die unter der Bezeichnung Elbumus („Wiedergeburt“) an die Tradition von Noor-Eesti anknüpfen wollte. Im Exil trat er dann vor allem als Journalist und Literaturkritiker in Erscheinung, ehe er 1976 seinen ersten – und lange Zeit einzigen – Gedichtband vorlegte. Dieser wurde gelobt als „lange erwartet“ und mit der surrealistischen Dichtung von Ilmar Laaban verglichen. Hauptthema dieser Dichtung waren der Kritik zufolge drei E: Estland, Eros und Leben (estnisch elu).
Mikiver veröffentlichte ferner Prosastücke, mit denen er die Möglichkeit des Surrealismus auch in diesem Genre aufzeigen wollte. Erst 2007 folgte eine weitere Gedichtsammlung, mit der der Dichter seine Stellung als wichtiger surrealistischer Autor neben Ilmar Laaban festigte.
In den 1960er-Jahren war Mikiver am estnischen Theater in New York aktiv. Weiten Kreisen in Sowjetestland war er als Radiostimme aus den USA bekannt.

## Auszeichnungen
- 2001 Orden des weißen Sterns (III. Klasse)

## Trivia
Ilmar Mikiver war ein Schulkamerad von Jaan Kross und mokierte sich einmal darüber, dass dieser in seinem 1995 erschienenen Roman Mesmeri ring eine romantische Szene mit wenig Diskretion beschrieben habe, so dass man erkennen könne, welche Frau gemeint sei. Nicht zuletzt deswegen mag das Wiedersehen der beiden Schulkameraden dreißig Jahre später in den USA nicht sehr herzlich gewesen sein, wie auch Kross‘ eigener Beschreibung in seinen Memoiren zu entnehmen ist.

## Bibliografie
- Kirves ja tuiksoon. Luuletusi 1960 1975 ('Axt und Schlagader'). Toronto: Boreas & Mana 1976. 47 S.
- Urb ('Kätzchen'). Tallinn: Maarjamaa 2007. 58 S.
- Ankruketi lõpp. 9 esseed eesti luulest ('Das Ende der Ankerkette. Neun Essays zur estnischen Lyrik'). Koostaja Tiit Hennoste. Tallinn: SA Kultuurileht 2010. 144 S. (Loomingu Raamatukogu 36/37)